# Górki Pomorskie
Górki Pomorskie – osobowy przystanek kolejowy (dawniej stacja) w Górkach w województwie zachodniopomorskim, w Polsce. Zatrzymują się na nim jedynie regionalne pociągi osobowe relacji Szczecin Główny – Kamień Pomorski, oraz Kamień Pomorski – Wysoka Kamieńska.

## Ruch pasażerski
| Rok  | Wymiana pasażerska na dobę |
| ---- | -------------------------- |
| 2017 | 20-49                      |
| 2022 | 20-49                      |